# Narodna stranka u Dalmaciji
Narodna stranka u Dalmaciji (od 1889 Narodna hrvatska stranka) – partia polityczna w Austro-Węgrzech, działająca na terenie Królestwa Dalmacji. Istniała w latach 1861–1905.
Opowiadała się za zjednoczeniem Królestwa Dalmacji z Trójjedynym Królestwem Chorwacji, Slawonii i Dalmacji i równością języka chorwackiego z włoskim. Jej głównymi politykami byli Mihovil Pavlinović, Miho Klaić i Natko Nodilo. W 1879 roku doszło do odejścia serbskich polityków partii, którzy założyli Srpską strankę. W 1889 roku Narodna stranka u Dalmaciji zmieniła nazwę na Narodna hrvatska stranka, a w 1905 roku połączyła się z chorwacką Partią Prawa, tworząc Hrvatską strankę.